# Villers-en-Cauchies

Villers-en-Cauchies este o comună în departamentul Nord, Franța. În 1 ianuarie 2022 avea o populație de 1.148 de locuitori.